# کادوولا (استان مرکزی)
کادوولا (به لاتین: Kaduwela) یک منطقهٔ مسکونی در سری‌لانکا است که در استان مرکزی (سری‌لانکا) واقع شده‌است.